# تعصب ديني

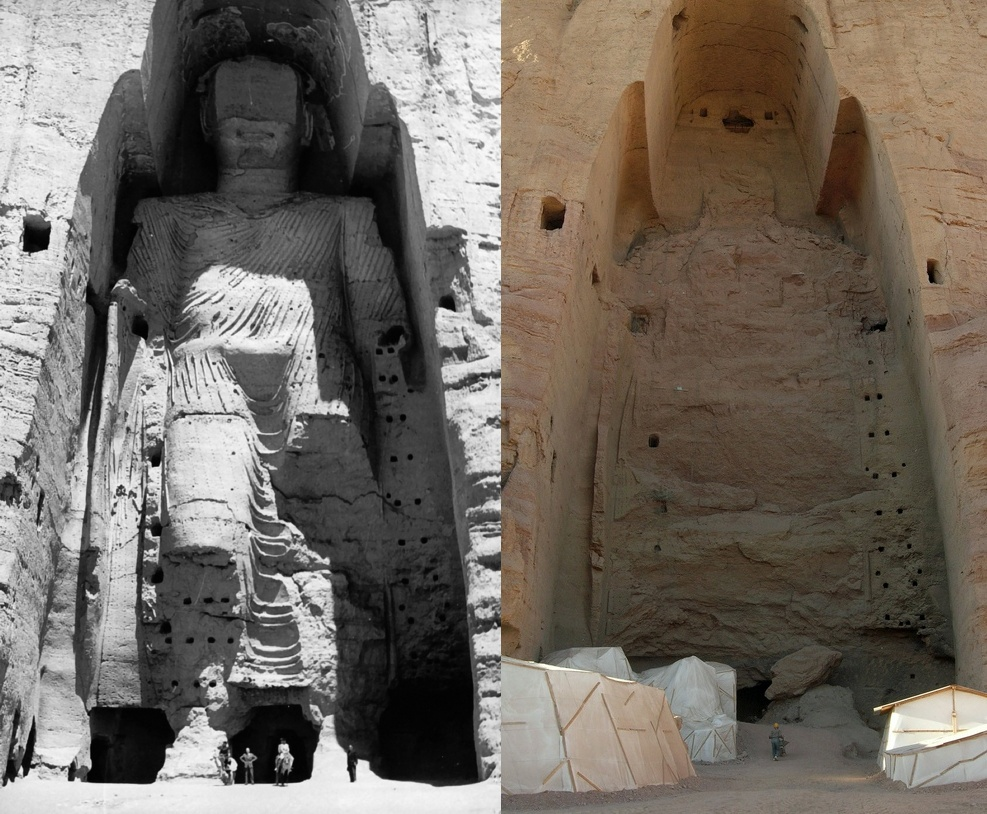
تعصب ديني

التعصب الديني هو مصطلح لوصف التمييز على أساس الدين هو إما بدافع تعصب المرء خاصة تجاه المعتقدات الدينية أو التعصب ضد الآخر، أو معتقداتهم الدينية أو الممارسات. يمكن أيضا ان يكون جزءا رسميا من عقيده خاصة من الجماعات الدينية 
التعصب الديني يمكن أيضا ان يكون إدعاء بتمايز أصحاب دين من الأديان على اصحاب الديانات الأخرى. التعصب الديني قد يكون ديني بحت، ولكن يمكن ان يكون «غطاء قصة» للدافع السياسي أو الثقافي الكامن.
مجرد بيان عن جزء من الدين على ان المعتقدات والممارسات الخاصة به يتعارض مع أي معتقدات لا يشكل في حد ذاته تعصب. وهناك حالات كثيرة عبر التاريخ من تحمل ممارسات الأديان الأخرى. التعصب الديني بدلا من ذلك، هو عندما قامت مجموعة (المجتمع، أو جماعة دينية) على وجه التحديد برفض تحمل الممارسات، والاشخاص أو المعتقدات على اسس دينية.

## الممارسة المعاصرة
عدد من البلدان في جميع أنحاء العالم تتضمن احكاما داخل دساتيرها صراحة تمنع الدولة من ممارسة بعض أعمال التعصب أو التفضيل الديني داخل حدودها. ومن الامثله على ذلك التعديل الأول لدستور الولايات المتحدة، والمادة 4 من القانون الأساسي لالمانيا، المادة 44.2.1 من دستور جمهورية أيرلندا، والمادة 40 من الدستور الإستوني، والمادة 24 من دستور تركيا وتنص المادة 36 من الدستور لجمهورية الصين الشعبية
كثير من الدول الأخرى، بينما لا تحتوي على الاحكام الدستورية المتصله مباشرة بالدين، ومع ذلك يتضمن احكاما تحظر التمييز على أسس دينية (انظر، على سبيل المثال، المادة 1 من الدستور الفرنسي، والمادة 15 من الميثاق الكندي للحقوق والحريات والمادة 40 من دستور مصر).
وتجدر الإشارة إلى ان هذه الاحكام الدستورية لاتضمن بالضرورة ان كل مقومات الدولة لا تزال خالية من التعصب الديني في جميع الأوقات، والممارسة يمكن أن تختلف اختلافا كبيرا من بلد إلى آخر.
في الوقت نفسه في بلدان أخرى، يمكن ان تتيح الأفضلية الدينية، وعلى سبيل المثال من خلال إنشاء واحد أو أكثر من أديان الدولة، ولكن ليس للتعصب الديني. فنلندا، على سبيل المثال، قد الكنيسة اللوثريه الانجيليه في فنلندا والكنيسة الارثوذكسيه الفنلنديه بصفتها الأديان الرسمية للدولة ومع ذلك يؤيد حق حرية التعبير عن الدين في المادة 11 من دستورها
بعض البلدان تحتفظ قوانين تحرم عدم احترام المقدسات وتشويه صورة العقيدة الدينية، التي تكون أحيانا تعتبر وسيلة من التغاضي عن التعصب الديني. في حين ان بعض البلدان تحتفظ بالقوانين التي تحظر جميع اشكال التجديف (مثل ألمانيا حيث في 2006 - ادين مانفريد فان حاء بالتجديف ضد الإسلام)، اوثق صلة للربط بين التعصب وقوانين التجديف إذا كانت قوانين تنطبق على دين واحد فقط
في المملكة المتحدة، على سبيل المثال، من غير المشروع جعل ملاحظات تجديفية إذا كانت الملاحظات موجهة ضد معتقدات كنيسة انكلترا، رغم أنه لم تكن هناك إدانات منذ عام 1922.
في باكستان التجديف الموجه ضد اما تعاليم القرآن أو النبي محمد أمر يعاقب عليه إما بالسجن مدى الحياة أو بالإعدام. 
الرده، ورفض أحد للدين القديم، مجرم في عدد من البلدان، ولا سيما في أفغانستان مواجهة عقوبة الإعدام بالنسبة للتحويل إلى المسيحية.